# (945) Barcelona
(945) Barcelona es un asteroide que forma parte del cinturón de asteroides y fue descubierto el 3 de febrero de 1921 por José Comas y Solá desde el observatorio Fabra de Barcelona, España.

## Designación y nombre
Barcelona fue designado inicialmente como 1921 JB.
Posteriormente se nombró por la ciudad española de Barcelona.

## Características orbitales
Barcelona está situado a una distancia media del Sol de 2,635 ua, pudiendo acercarse hasta 2,204 ua y alejarse hasta 3,066 ua. Su inclinación orbital es 32,9° y la excentricidad 0,1635. Emplea en completar una órbita alrededor del Sol 1562 días.